# Quel sapore particolare
Quel sapore particolare è l'album di debutto del gruppo hip hop italiano Otierre, uscito nel 1994 sotto la Century Vox.

## Il disco
Si tratta della prima pubblicazione ufficiale del gruppo. In quel periodo il gruppo era costituito da molti MC, anche se Esa e Azza sono i protagonisti di gran parte dei brani. In questo album, La Pina è presente in due brani, Il punto della situazione e Pronto Pine!! (inizierà a collaborare in maniera più diretta solo nell'album successivo), mentre Tormento, fratello di Esa, rappa una strofa del brano Dei colori. Il disco è costituito prevalentemente da campionamenti funk e jazz.

## Tracce
1. Entro – 1:31
2. Quando meno te l'aspetti – 4:00
3. Slaugio – 4:48
4. Il punto della situazione (feat. La Pina) – 3:41
5. Arresta – 4:43
6. Pronto pine!! (feat. La Pina) – 4:10
7. Lo sciupa – 4:01
8. Chi va là – 4:32
9. Dei colori (feat. Tormento) – 5:53
10. Il passo è veloce – 4:46
11. Esco – 2:00

Traccia bonus nell'edizione CD e MC
1. La nuova realtà – 4:21

## Formazione
- Esa - rapping, programmazioni
- Azza - rapping, programmazioni (traccia 8)
- Polare, Thor, Intru, Limite, Nitro - rapping
- Dj Vigor - scratch
- Dj Irmu - scratch (traccia 12)
- Vez - fonico, programmazioni
- La Pina - rapping (tracce 4, 6)
- Tormento - rapping (traccia 9)